# Фаррукхабад (округ)
Фаррукхабад (англ. Farrukhabad) — округ в индийском штате Уттар-Прадеш. Административный центр — город Фатехгарх. Площадь округа — 2279 км². По данным всеиндийской переписи 2001 года население округа составляло 1 570 408 человек. Уровень грамотности взрослого населения составлял 60,89 %, что немного выше среднеиндийского уровня (59,5 %).

## Известные уроженцы
- Махадеви Варма, поэтесса.